# هوستري (محافظة دونيتسك)
هوستري (Гостре) هي بلدة من النمط المدني في محافظة دونيتسك في أوكرانيا.
يبلغ عدد سكانها حوالي 885 نسمة.